# Walther von Goetze
Friedrich Wilhelm Walther von Goetze (* 29. September 1864 in Saarlouis; † 24. April 1945 in Klein-Malchow) war ein preußischer Generalmajor.

## Leben

### Herkunft
Walther von Goetze war ein Sohn des späteren preußischen Generals der Infanterie Robert von Goetze und dessen Ehefrau Antonie, geborene von Lobenthal (1837–1879).

### Militärkarriere
Goetze besuchte Realschulen in Hersfeld und Mainz, das Gymnasium in Gießen sowie die Kadettenhäuser in Bensberg und Groß-Lichterfelde. Anschließend wurde er am 15. April 1884 als charakterisierter Portepeefähnrich dem 7. Rheinischen Infanterie-Regiment Nr. 69 der Preußischen Armee in Trier überwiesen. Bis Mitte September 1885 avancierte Goetze zum Sekondeleutnant und war von April 1889 bis März 1893 Adjutant des I. Bataillons. Mitte September 1893 rückte er zum Premierleutnant auf und diente von August 1893 bis November 1894 sowie von März bis Juli 1895 als Regimentsadjutant. Am 22. März erfolgte mit Wirkung zum 1. April 1897 seine Versetzung in das neu geschaffene Infanterie-Regiment Nr. 161. Ab dem 26. Mai 1898 war Goetze als Adjutant der Landwehr-Inspektion Berlin kommandiert und wurde in dieser Eigenschaft Mitte September 1899 Hauptmann. Unter Entbindung von seinem Kommando trat er am 1. Oktober 1902 mit der Ernennung zum Kompaniechef im Infanterie-Regiment „Großherzog von Sachsen“ (5. Thüringisches) Nr. 94 in den Truppendienst zurück. In gleicher Eigenschaft wurde er am 27. Januar 1906 in das Großherzoglich Mecklenburgische Grenadier-Regiment Nr. 89 versetzt und rückte Mitte September 1907 zum überzähligen Major auf. Vom 21. April 1908 bis zum 19. April 1910 war Goetze etatmäßiger Stabsoffizier im Jäger-Bataillon „von Neumann“ (1. Schlesisches) Nr. 5 in Hirschberg und wurde anschließend als Kommandeur des Füsilier-Bataillons in das Kaiser Franz Garde-Grenadier-Regiment Nr. 2 versetzt.
Am 18. Oktober 1913 trat Goetze zur Marineinfanterie über und wurde unter Beförderung zum Oberstleutnant Kommandeur des II. Seebataillons. Nach Ausbruch des Ersten Weltkriegs war er zugleich im August 1914 Kommandeur der Landfront Wilhelmshaven. Anschließend war er Kommandeur des Marine-Infanterie-Regiments 2, dass sich aus dem II., IV. und VI. Seebataillon formierte und wurde am 6. Juni 1916 Oberst. Von April 1917 bis November 1918 war er als Nachfolger von Konrad von Moltke Kommandeur der Marine-Infanterie-Brigade bei der neu aufgestellten 3. Marine-Division. Nach Kriegsende wurde Goetze am 25. September 1919 mit dem Charakter als Generalmajor aus dem Militärdienst verabschiedet.

### Familie
Am 27. Juni 1898 hatte er Else Gronen (1876–1902) in Köln geheiratet, die kurz nach der Geburt des zweiten Kindes starb. Goetze heiratete am 18. Mai 1911 in Berlin die Witwe Dorothea von Loga, geborene von Kummer (* 1873), mit der er eine Tochter hatte.

## Schriften
- Das Marine-Infanterie-Regiment 2 im Weltkriege 1914/18. (= Erinnerungsblätter deutscher Regimenter, 182. Band), Gerhard Stalling, Oldenburg 1926.